# Qi, Jinzhong
Qi, tidigare romaniserat Kihsien, är ett härad som lyder under Jinzhongs stad på prefekturnivå i Shanxi-provinsen i norra Kina. Det ligger omkring 66 kilometer söder om provinshuvudstaden Taiyuan. 
Orten är känd för sitt rika bestånd av historisk arkitektur. Särskilt känd är "Qiao-familjens herrgård" (kinesiska: 乔家大院?, pinyin: Qiáojiā dàyuàn), där Zhang Yimous film Den röda lyktan (1991) spelades in.